# Евгений Андреевски
Евгений Константинович Андреевски на руски: Евгений Константинович Андреевский) е руски офицер, полковник. Участник в Руско-турската война (1877 – 1878).

## Биография
Евгений Андреевски е роден на 23 август 1847 г. в Бесарабска губерния в семейството на потомствен дворянин. Ориентира се към военното поприще. Учи в 1-ви Кадетски корпус. Завършва 3-то Александровско военно училище и Михайловското артилерийско училище (1865, 1882). Произведен е в първо офицерско звание подпоручик с назначение в 3-та лейбгвардейска Конноартилерийска бригада. Повишен е във военно звание щабскапитан (1875).
Участва в Руско-турската война (1877 – 1878) като ординарец на главнокомандващия Николай Николаевич. Отличава се в боевете за Русе и Никопол, при превземането на Ловеч на 22 август 1877 г. и третата атака на Плевен. За боя при Ловеч е награден със златно оръжие „За храброст“, а за третата атака на Плевен – с орден „Свети Владимир“ IV степен с мечове и бант (1877, 1878). Назначен е за флигел-адютант с повишение във военно звание капитан (1878). Завършва войната като командир на 4-та батарея на лейбгвардейската Конноартилерийска бригада.
След войната е повишен във военно звание полковник (1885). Преминава на гражданска служба. Последователно е вицегубернатор на Курска губерния, губернатор на Черниговска губерния и началник на Главното управление на пощите и телеграфа (1890 – 1903). За отличие е назначен за таен съветник (1902). Служи в министерството на вътрешните работи (1903 – 1914).
Занимава се с обществена работа и благотворителност. Автор е на поредица от научни статии и спомени. Сред тях са спомените „Из записките за 47 години“. Като непосредствен участник описва борбата за Ловеч на 22 август 1877 г. Член е на Императорския археологически институт, Императорското общество на пожарникарите и руското общество „Червен кръст“.
Умира на 8 март 1917 г. в Санкт Петербург.